# Османов, Тюрябек
Торебек Османов (каз. Төребек Османов; 3 мая 1893 — 4 октября 1937) — банкир, организатор финансово-кредитного дела в Казахстане, жертва политических репрессий 1937 года.

## Биография

### Ранние годы
Родился в 1893 году 3 мая в Кзыл-Куме Кзыл-Ординского уезда, Сырдарьинской области. Родители его были крестьяне-скотоводы, среднего достатка, многодетные. В семье он воспитывался с братьями и сестрами, и видя стремление к учебе старшего сына, родители решили отдать его городскую школу. Так он, один из первых аульских мальчишек, стал учеником русской туземной школы. Учился он старательно и в 1906 году успешно её окончил. Желание продолжить учебу было велико, и несмотря на материальные трудности, поступил в Кзыл-Ординское городское училище, которое окончил в 1910 году. После этого он продолжил своё образование в Ташкентской учительской семинарии, окончив полный курс в 1914 году, получил право учителя начальной школы и до 1916 года работал народным учителем в Ташкентском уезде, одновременно совмещая должность счетовода ссудo-сберегательных товариществ.

### Годы деятельности
Свою трудовую деятельность в финансовой системе Османов Тюрябек начал ещё до Октябрьской революции. С 1916 по 1918 годы он служил при Ташкентской конторе Государственного банка инструктором-делопроизводителем по инспекции мелкого кредита, совмещая должность помощника бухгалтера. Затем, до начала 1920 года — инструктор мелкого кредита при Туркнаркомфине, а также некоторое время работал Председателем Перовского рабочего кооператива.

#### Начало карьеры
Всем известно, что 20-е годы были особенно сложными и трудными. Благодаря своим знаниям и добросовестному отношению к работе, в это время, он занимал ряд ответственных должностей: Упродкомиссара при Народном Комиссариате труда в Ак-Мечети (1920—1921 гг.); затем, в 1921—1922 гг. — Председателя Правления потребительской кооперации. Кроме того, в эти же годы, он был членом Кзылординского Уисполкома (1920—22 гг.), Председателем Перовского райсоюза, с 1921 по 1922 гг. совмещая Председателя Угоркомсоюза «Косши» (Беднота).
Союз «Косши» был организован по решению пятого съезда Туркестанской Компартии в 1921 году для работы в кишлаках, аулах для решения политических и экономических вопросов. Он был опорой советской власти и партии, и участвовал в раскулачивании и распределении земель, в организации выборов и кооперативных союзов, в борьбе с безграмотностью, встав на защиту всей массы аульной бедноты.
С сентября 1922 года по 5 сентября 1925 года Османов Тюрябек работает в г. Ташкенте, вначале членом Правления Туркестанского Краевого союза потребительских обществ, затем в 1924—1925 гг. — членом Правления Турксельсоюза и в это же время входит в состав Совета при конторе Центр-союза.

#### Карьерный рост
В 1924 году он подает заявление о принятии его кандидатом в члены Коммунистической партии. Постановлением Уездкома от 13 января 1925 года он принят кандидатом в члены Коммунистической партии.
В Турксельсоюзе он работал недолго. В начале 1925 года получает назначение на должность Председателя Правления Казоблсоюза сельскохозяйственной кооперации, где работал до 5 сентября 1925 года. В октябре 1925 года он назначается Управляющим Казахского отделения Промбанка (нынешний АО «БТА Банк»), который в апреле месяце переехал из г. Оренбурга в столицу Казахстана — Кзыл-Орду.
В октябре 1926 года получает новое назначение на пост Председателя Правления Казахского краевого Сельхоз-союза, по совместительству продолжая работать Управляющим Промбанка.
16 апреля 1927 года был принят в ряды Коммунистической партии.
Частые переходы с одной должности на другую, а также работы по совместительству в его трудовой деятельности объясняются простой причиной того времени: во-первых — движение коопераций в условиях Казахстана было новым явлением, во-вторых, в эти годы, годы перестройки экономики Казахстана не хватало кадров — специалистов коренного населения, тем более, знающих казахский, русский и арабский языки и экономически грамотных.

##### Заместитель Управляющего Казахской конторой Госбанка
В 1927 году Правлением Госбанка СССР (от 5 августа 1927 года за № 1001) Османов Тюрябек назначается на должность Товарища Управляющего Казахской Краевой конторой Госбанка, вместо выбывшего Товарища Управляющего т. Торехожина. Управляющим Казахской Краевой конторой Госбанка был Дмитриев М. Д. (Госархив РК, фонд 1057, опись 1, дело 35, стр. 135). В это же время Османов Т. входил в состав Правления Сельхозбанка. 9 мая 1928 года он получает новое назначение на должность Председателя Правления Казсельхозбанка.
15 марта 1930 года Казсельхозбанк был реорганизован в Казахскую Республиканскую контору Всесоюзного Сель-скохозяйственного Кооперативно-колхозного Банка и Пос-тановлением Краевого комитета ВКП(б) Управляющим этого банка был утвержден Османов Тюрябек., где он проработал до декабря 1930 года.
7 декабря 1930 года на заседании секретариата Казахского Краевого комитета ВКП(б) стоял вопрос — «О руководящих работниках Госбанка», где постановили: «Утвердить заместителем Управляющего Госбанка товарища Османова Т.». Со временем деятельность Национального банка значительно расширяется и в 1933 году Республиканская контора Госбанка, кроме Управляющего имела ещё трех заместителей. Одним из заместителей был Османов Тюрябек, который ведал вопросами кадров, ОРС, АХС, соцбыта и строительства, впоследствии ему поручается курирование работы оперативного сектора и Алма-Атинского кредитного сектора.
Со становлением нового строя развивается и расширяется экономическая, финансовая и банковская система Республики. Это в свою очередь требует квалифицированного руководства. Приказом № 1 от 1.01.1935 г. Управляющего Казахской Краевой конторой Госбанка Праслова Н. М. — тов. Османов Т. назначается Управляющим Западно-Казахстанской областной конторой.
При этом назначении учитывался многолетний опыт работы его в Наркомтруде, Наркомфине, Потребкооперации, Промбанке, Госбанке, Сельхозбанке. Он считался одним из организаторов развития сельхоз и потребительской кооперации в Казахстане. В 1972 году в докладе «К 50-летию Госбанка СССР» отмечалось, что у истока создания кредитной системы в Казахстане наряду с другими стоял Османов Тюрябек.
За время работы (1,5 года) Османова Т. в Западном Казахстане Управляющим, Областной Госбанк отмечался среди лучших филиалов. Самое главное, за короткий срок они сумели внедрить в районных отделениях, колхозах и МТС новые формы культурного обслуживания, умение составления годовых отчетов и максимальное привлечение денежных средств на текущие счета Госбанка.
Все это было достигнуто в результате непосредственной работы Госбанка с колхозами, МТС и заготконторами. По Западно-Казахстанской области были проведены подробные обследования, что помогло установить действительное финансовое состояние каждого субъекта и наметить пути их оздоровления и развития.
За эти достижения и конкретное руководство конторой, а также за проделанную большую организационную работу по укреплению системы Госбанка в Казахстане Османов Т. неоднократно был представлен к премированию.
20.06.1936 г. Османов Т. был отозван с Западного Казахстана в распоряжение Краевой конторы Госбанка и назначен (с 20.07.1936 г.) Заместителем Управляющего Госбанка. На этой должности он работал до — 16 июля 1937 года.

#### Общественная работа
Несмотря на ответственную работу и занятость, Османов Тюрябек принимал активное участие в общественной жизни страны. На заре кооперативного движения был издателем и редактором кооперативного журнала «Камкор» (Забота). Это был орган сельскохозяйственно-кредитного союза казахов Советского Туркестанского края, разъясняющий, пропагандирующий трудящимся казахам значение кооперативных организаций, пути их создания и обязанности сельхоз-коопераций. В Ташкенте в 1925 году (июнь) вышел первой объединенный (1-2) номер журнала на 55 страницах на казахском языке, тиражом 1000 экземпляров..
Османов Тюрябек был не только издателем этого журнала, но и принимал в нем непосредственное участие как автор восьми статей. Статьи его затрагивали такие вопросы как: «Обязанности каракалпакской автономной сельхоз- кооперации», «Интересы крестьянских коопераций Туркестанских казахов», «О делах союза», «Виды баланса и кредита» и т. п.
Общественная работа, которой он отдавал много времени, была разноплановая. Он был руководителем политшколы ячейки ЦИКа, читал лекции по кооперации на курсах скотоводов при Среднеазиатском университете, был уполномоченным Туркестанского Народного Комиссариата Финансов по изъятию из обращения Туркестанского бона (местный денежный знак), состоял членом комиссии Среднеазиатского ЭКОСа по обследованию изучения «Кооперирование скотоводческого хозяйства Туркестана». В 1926 году был утвержден в составе Оргкомитета по созыву учредительного съезда по организации Межкооперативного Совета, был членом комиссии при КСНК для борьбы с джутом вместе с Голощекиным, Джангильдиным, Джандосовым и другими, также был в составе комиссии по вопросу работы бедняцких организации в ауле и деревне.
С переездом правительства Казахстана в Кзыл-Орду была необходимость создания таких условий, которые давали бы возможность экономического укрепления новой столицы. В этих целях организуется ярмарка в Кзыл-Орде с 10 декабря 1926 г.
Вопрос об организации ярмарки решался на заседании Секретариата ККК ВКП(б) 8 ноября 1925 г., где решили в состав Ярмаркома включить Османова Т., но через месяц выносится новое постановление: Освободить от обязанности председателя Ярмаркома тов. Туленова и выдвинуть взамен его товарища Османова Т.
Шестым Всеказахским съездом Советов был избран членом Каз ЦИКа, два раза был делегатом Краевого съезда, несколько раз участвовал делегатом Губернских съездов советов. Он также выступал на разных собраниях, конференциях как основной докладчик по кооперативным, хозяйственным и профсоюзным вопросами. Османов Тюрябек был несколько раз Уполномоченным по перевыборам советов в волостях, районах. Принимал активное участие в разработке положения и организации финансового союза «Игілiк».
Являлся одним из организаторов создания Алма-Атинского учётно-экономического техникума Госбанка СССР в 1931 году.
В этом выражалось его активная жизненная позиция, а также желание принять непосредственное участие в процессе социально-экономического обновления общества.

## Семья
Жена — Османова Фатима (1906 г. рождения). Дочери: старшая — Айткуль, средняя — Лаура, младшая — Зарима. Брат Мулдабек (1901 г. рождения), будучи разведчиком-наблюдателем, погиб в 1943 году на фронте, захоронен в Сумской области Украины.

## Обвинение
Основные обвинения, предъявленные ему: членство в антисоветской, вредительской, террористической организации правых в системе Госбанка в Казахстане, а также активное членство в антисоветской казахской националистической организации, ставивщей своей основной задачей — свержение Советской власти, отторжение Казахстана от Советского Союза и установление буржуазно-демократического государства под протекторатом Японии. Он якобы проводил антисоветскую работу, искусственно создавая недовольство среди казахского населения политикой Советской власти и был одним из руководителей кулацко-байского вооруженного восстания против Советской власти, которое происходило в Кзыл-Кумах в 1930 годы.

## Арест и гибель
На основании этих ложных обвинений выездная сессия Военной коллегии Верховного Суда Союза СССР вынесла приговор: Османова Тюрябека признать виновным по ст. 58, п.п 7, 8,9, 10, 11 УК РСФСР и приговорить его к высшей мере наказания — расстрелу. На основании постановления ЦИК СССР приговор был приведен в исполнение немедленно — 4 октября 1937 года.

### «Книга скорби»
«Книга скорби» посвященная памяти жертв политических репрессий 30-50 годов, опубликовала список расстрелянных по политическим мотивам (Алматы, 1996 года, Казахстанское историко-просветительское общество «Адлет» (справедливость). В этом списке на 245 странице есть фамилия Османова Тюрябека — Заместителя Управляющего Казахской конторой Госбанка СССР (осужден В. С. ВКВС СССР, 04.10.1937 года, реабилитирован определением ВКВС СССР от 20.05.1958 года)

## Репрессиипротив семьи
Османова Фатима была арестована 16 октября 1937 года, как жена «врага народа» и направлена в АЛЖИР (Акмолинский лагерь жен изменников Родины).
Старших детей поместили в детдом в Солонешенском районе Алтайского края (до 1939 года), а младшую — в дом малютки в г. Алма-Ата. После жили у родственников.

## Реабилитация
В 1958 году Османов Тюрябек и его жена были реабилитированы.
После реабилитации Османова Фатима обращалась во все инстанции с просьбой о возмещении и возвращении отобранного КГБ имущества. Однако, кроме двухмесячной зарплаты мужа, она ничего не получила.

## Память
В честь первого казахского банкира названа улица в Кызылорде.
О жизни Османова Бейбитом Кусанбековым был снят документальный фильм «Бірінші банкир».